# Josep Maria Elias i Xivillé
Josep Maria Elias i Xivillé (Barcelona, 1924 – ?, 2007/2008) és un religiós català, membre de la Companyia de Jesús. Estudià enginyeria industrial, i des del 1950 ha treballat en ambients obrers del barri del Clot (Barcelona), mitjançant la formació professional, com a director i professor de l'Escola Tècnica Professional del Clot i com a president del Secretariat de Formació Professional de l'Església a Catalunya. El 1987 va rebre la Creu de Sant Jordi de la Generalitat de Catalunya, i el 1991 fou director de la Fundació Sant Pere Claver del Clot.